# Liste der Baudenkmale in Jemgum
Die Liste der Baudenkmale in Jemgum enthält die nach dem Niedersächsischen Denkmalschutzgesetz geschützten Baudenkmale in der ostfriesischen Gemeinde Jemgum.
Grundlage ist die veröffentlichte Denkmalliste des Landkreises (Stand: 25. Juli 2016).
Baudenkmale sind „im Sinne des Gesetzes Bodendenkmale, bewegliche Denkmale und Denkmale der Erdgeschichte.“

## Böhmerwold
| Bild           | Bezeichnung         | Lage                                                            | Beschreibung | Bauzeit              | Eingetragen seit | Denkmal- nummer  |
| -------------- | ------------------- | --------------------------------------------------------------- | --- | -------------------- | ---------------- | ---------------- |
| weitere Bilder | Kirche, ev.-ref.    | Böhmerwold Böhmerwold 22a Flurstück: 030673-001-00061/000 Karte | Kirche, ev.-ref. mit: Wurt, Friedhof; kleiner einschiffiger Ziegelbau mit 3/8-Chor, wuchtigem Viertelstabgesims und Chorecken mit Strebepfeilern. Wohl 17. Jahrhundert; gedrungener Westturm von 1703 mit älteren Resten. Bedeutung: historisch, wissenschaftlich; wesentliche Begründung: 1.05 geschichtliche Bedeutung aufgrund des Zeugnis- und Schauwertes für Bau- und Kunstgeschichte; konstituierender Bestandteil einer Gruppe gemäß § 3.3 NDSchG; in Gruppe baulicher Anlagen: 457012Gr0005 | 17. Jahrhundert/1703 |                  | 457012.00022M001 |
| BW             | Gulfhaus (Gulfhaus) | Böhmerwold Böhmerwold 28 Flurstück: 030673-004-00020/004 Karte  | Gulfhaus (Gulfhaus) Durchfahrtsdiele. 1 ⁄2- geschossiger Wohnteil, stallseitig zweimal einspringend. Ziegelbau mit Lisenen und Gesimsgliederung. Wohnteil erbaut Ende 19. Jahrhundert; Scheune erbaut Anfang 20. Jahrhundert. Einzeldenkmal gemäß § 3.2 NDSchG | Ende 19. Jahrhundert |                  | 45701200021      |

## Critzum
| Bild                | Bezeichnung                      | Lage                                                             | Beschreibung | Bauzeit              | Eingetragen seit | Denkmal- nummer  |
| ------------------- | -------------------------------- | ---------------------------------------------------------------- | --- | -------------------- | ---------------- | ---------------- |
| Gulfhaus (Gulfhaus) | Gulfhaus (Gulfhaus)              | Critzum Coldeborg 1 Flurstück: 030671-005-00030/006 Karte        | Gulfhaus (Gulfhaus): Längsdurchfahrt. Stattlicher 1 ⁄2-geschossiger Wohnteil, stallseitig zweimal einspringend. Traufgesims, Blockrahmen-Fenster, profilierte Türrahmung. 1840; Wirtschaftsteil erneuert. Einzeldenkmal gemäß § 3.2 NDSchG | 1840                 |                  | 45701200045      |
| weitere Bilder      | Wohnhaus (Sielwärterhaus, ehem.) | Critzum Coldeborgersiel 6 Flurstück: 030671-005-00080/002 Karte  | Wohnhaus (Sielwärterhaus, ehem.) eingeschossiger Ziegelbau mit 2 Giebelkaminen. Über die halbe Rücktraufe Stallkübbung. Ende 19. Jahrhundert. Einzeldenkmal gemäß § 3.2 NDSchG | Ende 19. Jahrhundert |                  | 45701200043      |
| weitere Bilder      | Kirche, ev.-ref.                 | Critzum Critzumer Straße 6 Flurstück: 030671-003-00006/000 Karte | Kirche, ev.-ref. Niedriger, einschiffiger Ziegelbau mit alter Fenster- und Portalform an der Südseite. Im Kern romanischer Backsteinbau des 13. Jahrhunderts. Bedeutung: historisch, künstlerisch, wissenschaftlich, städtebaulich; wesentliche Begründung: 1.05 geschichtliche Bedeutung aufgrund des Zeugnis- und Schauwertes für Bau- und Kunstgeschichte; Einzeldenkmal gemäß § 3.2 NDSchG; in Gruppe baulicher Anlagen: 457012Gr0012 | 13. Jahrhundert      |                  | 45701200046      |
| weitere Bilder      | Glockenturm                      | Critzum Critzumer Straße 6 Flurstück: 030671-003-00005/000 Karte | Glockenturm Mittelalterlicher, gedrungener, rechteckiger Ziegelbau mit rundbogigen Schallöffnungen. Bedeutung: historisch, künstlerisch, wissenschaftlich, städtebaulich; wesentliche Begründung: 1.05 geschichtliche Bedeutung aufgrund des Zeugnis- und Schauwertes für Bau- und Kunstgeschichte; Einzeldenkmal gemäß § 3.2 NDSchG; in Gruppe baulicher Anlagen: 457012Gr0012                                                           | 13. Jahrhundert      |                  | 45701200047      |
| Wurt (Kirchwurt)    | Wurt (Kirchwurt)                 | Critzum Critzumer Straße 6 Karte                                 | Wurt (Kirchwurt) mit: Friedhof, Graft; kreisrunde, baumgesäumte und zum Teil umgräftete Friedhofswurt. Bedeutung: historisch, wissenschaftlich, städtebaulich; wesentliche Begründung: 1.09 geschichtliche Bedeutung aufgrund des Zeugnis- und Schauwertes für Siedlungs- und Stadtbaugeschichte; Konstituierender Bestandteil einer Gruppe gemäß § 3.3 NDSchG; in Gruppe baulicher Anlagen: 457012Gr0012                                 | 13. Jahrhundert      |                  | 457012.00131M001 |

## Ditzum
| Bild                                    | Bezeichnung                                                      | Lage                                                                | Beschreibung | Bauzeit                   | Eingetragen seit | Denkmal- nummer  |
| --------------------------------------- | ---------------------------------------------------------------- | ------------------------------------------------------------------- | --- | ------------------------- | ---------------- | ---------------- |
| weitere Bilder                          | Deich                                                            | Ditzum Jemgum - Ditzum Flurstück: 030667-004-00048/016 Karte        | Deich Deich im Hafenbereich, rechts und links des Außentiefs, sowie im Bereich der Ortslage. Bedeutung: historisch, wissenschaftlich, städtebaulich; wesentliche Begründung: 1.09 geschichtliche Bedeutung aufgrund des Zeugnis- und Schauwertes für Siedlungs- und Stadtbaugeschichte; konstituierender Bestandteil einer Gruppe gemäß § 3.3 NDSchG; in Gruppe baulicher Anlagen: 457012Gr0021 |                           |                  | 457012.00135     |
| weitere Bilder                          | Hafenanlage (Sielhafen)                                          | Ditzum Am Hafen Flurstück: 030667-004-00202/009 Karte               | Hafenanlage (Sielhafen) mit: Binnentief; Offenes Hafenbecken im trichterförmigen Außentief unmittelbar vor dem Siel. Das Siel trennt das Ditzum - Bunder Sieltief in Binnen- und Außentief. Bedeutung: historisch, wissenschaftlich, städtebaulich; wesentliche Begründung: 1.11 geschichtliche Bedeutung aufgrund des Zeugnis- und Schauwertes für Wirtschafts- und Technikgeschichte; konstituierender Bestandteil einer Gruppe gemäß § 3.3 NDSchG; in Gruppe baulicher Anlagen: 457012Gr0021                |                           |                  | 457012.00136M001 |
| weitere Bilder                          | Wohnhaus (Doppelhaus)                                            | Ditzum Ditzumer Hofstraße 1/3 Flurstück: 030667-004-00369/099 Karte | Wohnhaus (Doppelhaus) eingeschossiger traufständiger Ziegelbau mit Drempel. Gliederung durch Gesimse, Fensterverdachungen und Freigespärre. Um 1900; Einzeldenkmal gemäß § 3.2 NDSchG | um 1900                   |                  | 45701200071      |
| weitere Bilder                          | Wohnhaus                                                         | Ditzum Ditzumer Hofstraße 10 Flurstück: 030667-004-00180/001 Karte  | Wohnhaus Langgestreckter, giebelständiger Ziegelbau. Gliederung durch Ecklisenen und Gesimse. Erbaut Ende 19. Jahrhundert. Einzeldenkmal gemäß § 3.2 NDSchG | Ende 19. Jahrhundert      |                  | 45701200072      |
| weitere Bilder                          | Wohnhaus (Pfarrhaus, ehem.)                                      | Ditzum Ditzumer Hofstraße 11 Flurstück: 030667-004-00138/004 Karte  | Wohnhaus (Pfarrhaus, ehem.) zweigeschossiger Backsteinbau. Im Westen Saal über hohem Keller, zum Teil die alten Renaissancefenster erhalten. Traufe mit unterschiedlichen Gesimsen. 2 Giebelkamine. Ende 16. Jahrhundert. Bedeutung: historisch, wissenschaftlich; wesentliche Begründung: 1.06 geschichtliche Bedeutung aufgrund des Zeugnis- und Schauwertes durch beispielhafte Ausprägung eines Stils und / oder Gebäudetypus; Einzeldenkmal gemäß § 3.2 NDSchG; in Gruppe baulicher Anlagen: 457012Gr0016 | Ende 16. Jahrhundert      |                  | 45701200064      |
| weitere Bilder                          | Kirche, ev.-ref.                                                 | Ditzum Ditzumer Hofstraße 11a Flurstück: 030667-004-00132/000 Karte | Kirche, ev.-ref. mit: Kirchhof, Grabsteine; Einschiffiger, romanischer Backsteinbau mit hochsitzenden Fenstern auf der Nordseite. Drei kräftig abgetreppte Rundbogenportale später vermauert. Erbaut frühes 13. Jahrhundert. Bedeutung: historisch, künstlerisch, wissenschaftlich, städtebaulich; wesentliche Begründung: 1.05 geschichtliche Bedeutung aufgrund des Zeugnis- und Schauwertes für Bau- und Kunstgeschichte; Einzeldenkmal gemäß § 3.2 NDSchG; in Gruppe baulicher Anlagen: 457012Gr0016       | frühes 13. Jahrhundert    |                  | 457012.00065M001 |
| weitere Bilder                          | Glockenturm                                                      | Ditzum Ditzumer Hofstraße 11b Flurstück: 030667-004-00131/000 Karte | Glockenturm Schlanker Glockenturm aus Ziegelmauerwerk (einem Leuchtturm ähnlich). Datiert 1846. Bedeutung: historisch, wissenschaftlich, städtebaulich; Einzeldenkmal gemäß § 3.2 NDSchG; in Gruppe baulicher Anlagen: 457012Gr0016 | 1846                      |                  | 457012.00066     |
| weitere Bilder                          | Wohnhaus                                                         | Ditzum Ditzumer Hofstraße 16 Flurstück: 030667-004-00176/003 Karte  | Wohnhaus Langgestreckter, giebelständiger Ziegelbau mit Kellerstube im Mittelteil. Südseite mit Klötzchenfries. Blockrahmen-Fenster. Erbaut 1. Hälfte 19. Jahrhundert, Einzeldenkmal gemäß § 3.2 NDSchG | 1. Hälfte 19. Jahrhundert |                  | 45701200070      |
| weitere Bilder                          | Wohn-/Geschäftshaus                                              | Ditzum Kirchstraße 2 Flurstück: 030667-004-00043/001 Karte          | Wohn-/Geschäftshaus Bedeutung: historisch, wissenschaftlich, städtebaulich; wesentliche Begründung: 1.06 geschichtliche Bedeutung aufgrund des Zeugnis- und Schauwertes durch beispielhafte Ausprägung eines Stils und / oder Gebäudetypus; Gruppe gemäß § 3.3 NDSchG; in Gruppe baulicher Anlagen: 457012Gr0021 |                           | 10. Juni 1982    | 45701200137      |
| weitere Bilder                          | Wohnhaus, ehem.                                                  | Ditzum Kirchstraße 4 Flurstück: 030667-004-00080/001 Karte          | Wohnhaus, ehem. Bedeutung: historisch, wissenschaftlich; wesentliche Begründung: 1.06 geschichtliche Bedeutung aufgrund des Zeugnis- und Schauwertes durch beispielhafte Ausprägung eines Stils und / oder Gebäudetypus; Gruppe gemäß § 3.3 NDSchG; in Gruppe baulicher Anlagen: 457012Gr0021 |                           | 11. Juli 1986    | 45701200138      |
| weitere Bilder                          | Gasthaus                                                         | Ditzum Kirchstraße 4a Flurstück: 030667-004-00080/002 Karte         | Gasthaus Bedeutung: historisch, wissenschaftlich; wesentliche Begründung: 1.06 geschichtliche Bedeutung aufgrund des Zeugnis- und Schauwertes durch beispielhafte Ausprägung eines Stils und / oder Gebäudetypus; Gruppe gemäß § 3.3 NDSchG; in Gruppe baulicher Anlagen: 457012Gr0021 |                           | 11. Juli 1986    | 45701200139      |
| weitere Bilder                          | Wohn-/Geschäftshaus                                              | Ditzum Kirchstraße 6 Flurstück: 030667-004-00100/005 Karte          | Wohn-/Geschäftshaus Bedeutung: historisch, wissenschaftlich; wesentliche Begründung: 1.06 geschichtliche Bedeutung aufgrund des Zeugnis- und Schauwertes durch beispielhafte Ausprägung eines Stils und / oder Gebäudetypus; Gruppe gemäß § 3.3 NDSchG; in Gruppe baulicher Anlagen: 457012Gr0021 |                           | 26. Juni 1986    | 45701200140      |
| weitere Bilder                          | Wohnhaus                                                         | Ditzum Kirchstraße 8 Flurstück: 030667-004-00077/002 Karte          | Wohnhaus Bedeutung: historisch, wissenschaftlich; wesentliche Begründung: 1.06 geschichtliche Bedeutung aufgrund des Zeugnis- und Schauwertes durch beispielhafte Ausprägung eines Stils und / oder Gebäudetypus; Gruppe gemäß § 3.3 NDSchG; in Gruppe baulicher Anlagen: 457012Gr0021 |                           | 26. Juni 1986    | 45701200141      |
| Wohnhaus                                | Wohnhaus                                                         | Ditzum Pfefferstraße 2 Flurstück: 030667-004-00040/001 Karte        | Wohnhaus Bedeutung: historisch, wissenschaftlich; wesentliche Begründung: 1.06 geschichtliche Bedeutung aufgrund des Zeugnis- und Schauwertes durch beispielhafte Ausprägung eines Stils und / oder Gebäudetypus; Gruppe gemäß § 3.3 NDSchG; in Gruppe baulicher Anlagen: 457012Gr0021 |                           | 1992             | 45701200134      |
| weitere Bilder                          | Wohnhaus                                                         | Ditzum Pfefferstraße 5 Flurstück: 030667-004-00086/001 Karte        | Wohnhaus Kleiner traufständiger, eingeschossiger Ziegelbau mit Zwerchhaus. Gliederung durch Traufgesims und Fensterverdachung. Um 1900. Einzeldenkmal gemäß § 3.2 NDSchG | um 1900                   |                  | 45701200063      |
| Wohnhaus                                | Wohnhaus                                                         | Ditzum Pfefferstraße 9 Flurstück: 030667-004-00090/001 Karte        | Wohnhaus eingeschossiger Ziegelbau mit Drempel und kleinem Zwerchhaus. Gliederung durch Ecklisenen, Gesimse und Fensterverdachungen. Um 1900. Einzeldenkmal gemäß § 3.2 NDSchG | um 1900                   |                  | 45701200062      |
| Wohnhaus                                | Wohnhaus                                                         | Ditzum Pfefferstraße 13 Flurstück: 030667-004-00093/001 Karte       | Wohnhaus Giebelständiger schlichter Ziegelbau mit mittiger Kellerstube. Blockrahmen-Fenster. Erbaut 1. Hälfte 19. Jahrhundert; rückwärtiger Giebel Ende 19. Jahrhundert. Einzeldenkmal gemäß § 3.2 NDSchG | 1. Hälfte 19. Jahrhundert |                  | 45701200061      |
| weitere Bilder                          | Wohnhaus                                                         | Ditzum Pfefferstraße 15 Flurstück: 030667-004-00096/001 Karte       | Wohnhaus mit: Stall; eingeschossiger Ziegelbau mit Traufgesims und Fensterverdachungen. Um 1880. Mit Stall (rückwärtig im Stallteil kleine Kübbung). Bedeutung: historisch, wissenschaftlich, städtebaulich; wesentliche Begründung: 1.06 geschichtliche Bedeutung aufgrund des Zeugnis- und Schauwertes durch beispielhafte Ausprägung eines Stils und / oder Gebäudetypus; Einzeldenkmal gemäß § 3.2 NDSchG                                                                                                  | um 1880                   |                  | 457012.00060M001 |
| Wohnhaus (Villa Mansholt, ehem.)        | Wohnhaus (Villa Mansholt, ehem.)                                 | Ditzum Pogumer Straße 2 Flurstück: 030667-004-00312/150 Karte       | Wohnhaus (Villa Mansholt, ehem.) Wohnhaus auf differenziertem Grundriss und verschachtelten Dachflächen. Innentüren und Haustür bauzeitlich und handwerklich gut gestaltet. Erbaut ca. 1910 für den Ziegeleibesitzer Mansholt. Einzeldenkmal gemäß § 3.2 NDSchG | ca. 1910                  |                  | 45701200120      |
| weitere Bilder                          | Siel (Brückensiel)                                               | Ditzum Sielstraße Flurstück: 030667-004-00190/005                   | Siel (Brückensiel) Gemauerte Tonne mit roter Sandstein-Einfassung. Brückenbrüstung seitlich von geschwungenen Sandsteinwangen eingefasst. Erbaut 1891; seeseitig vergrößert und verstärkt 1985/1986. Bedeutung: historisch, wissenschaftlich; wesentliche Begründung: 1.11 geschichtliche Bedeutung aufgrund des Zeugnis- und Schauwertes für Wirtschafts- und Technikgeschichte; konstituierender Bestandteil einer Gruppe gemäß § 3.3 NDSchG; in Gruppe baulicher Anlagen: 457012Gr0021                      | 1891                      |                  | 457012.00067     |
| Gulfhaus (Gulfhaus [Hof Homfeld])       | Gulfhaus (Gulfhaus [Hof Homfeld])                                | Ditzum Sielstraße 10 Flurstück: 030667-003-00003/002 Karte          | Gulfhaus (Gulfhaus [Hof Homfeld]) 1 ⁄2-geschossiger Wohnteil auf hohem Keller. Giebel mit Dreiecks mauerung,Bekrönung und Traufsteine aus Sandstein. Eingang mit Verdachung und Umrahmung. Um 1860/1870. Einzeldenkmal gemäß § 3.2 NDSchG | um 1860/1870              |                  | 45701200069      |
| Wohnhaus (De Borg)                      | Wohnhaus (De Borg)                                               | Ditzum Sielstraße 11 Flurstück: 030667-003-00030/001 Karte          | Bürgerhaus von 1817 mit Backsteinmauerwerk, Krüppelwalmdach und Maueranker. Hauseingang mit kannelierte Pilaster,überdacht mit Gesims und Oberlicht. Flur mit Delfter Wandfliesen und Marmorboden aus dem 19. Jahrhundert. Einzeldenkmal gemäß § 3.2 NDSchG | 1817                      | 23. Juli 1985    | 45701200110      |
| weitere Bilder                          | Wohn-/Wirtschaftsgebäude, ehem. (Gulfhaus (?) / 'Alte Bäckerei') | Ditzum Sielstraße 15 Flurstück: 030667-003-00024/001 Karte          | Wohn-/Wirtschaftsgebäude, ehem. (Gulfhaus (?) / 'Alte Bäckerei') Giebelständiges eingeschossiges Wohnhaus mit angebauter Gulfscheune. Backsteinbau auf Ziegelsockel unter Satteldach. Westecke abgeschrägt und unterkellert. Schöne Maueranker, alte Türen. Um 1900; Einzeldenkmal gemäß § 3.2 NDSchG | um 1900                   |                  | 45701200166      |
| Wohnhaus (Sielwärterhaus [Haus Pommer]) | Wohnhaus (Sielwärterhaus [Haus Pommer])                          | Ditzum Sielstraße 40 Flurstück: 030667-003-00076/002 Karte          | Wohnhaus (Sielwärterhaus [Haus Pommer]) eingeschossiger schlichter Ziegelbau mit Drempel. Nordseite mit abgeschlepptem Dach, zweimal einspringend. Giebelkamin. Erbaut um 1840. Bedeutung: historisch, wissenschaftlich; wesentliche Begründung: 1.06 geschichtliche Bedeutung aufgrund des Zeugnis- und Schauwertes durch beispielhafte Ausprägung eines Stils und / oder Gebäudetypus; Gruppe gemäß § 3.3 NDSchG; in Gruppe baulicher Anlagen: 457012Gr0021                                                  | um 1840                   |                  | 45701200068      |

## Hatzum
| Bild                | Bezeichnung         | Lage                                                          | Beschreibung | Bauzeit                              | Eingetragen seit | Denkmal- nummer  |
| ------------------- | ------------------- | ------------------------------------------------------------- | --- | ------------------------------------ | ---------------- | ---------------- |
| Gulfhaus (Gulfhaus) | Gulfhaus (Gulfhaus) | Hatzum Achter d'Toorn 5 Flurstück: 030670-003-00011/003 Karte | Gulfhaus (Gulfhaus) mit: Burggraben, Baumbestand; Durchfahrtsdiele. 1- geschossiger Wohnteil, stallseitig zweimal einspringend. Wappentafel datiert 1824. Wirtschaftsteil wohl 2. Hälfte 19. Jahrhundert, um 1992 abgebrannt. Bedeutung: historisch, wissenschaftlich; wesentliche Begründung: 1.06 geschichtliche Bedeutung aufgrund des Zeugnis- und Schauwertes durch beispielhafte Ausprägung eines Stils und / oder Gebäudetypus; konstituierender Bestandteil einer Gruppe gemäß § 3.3 NDSchG; in Gruppe baulicher Anlagen: 457012Gr0011 | 1824                                 |                  | 457012.00038M001 |
| BW                  | Scheune             | Hatzum Achter d'Toorn 5 Flurstück: 030670-003-00011/003 Karte | Scheune Seitlich kleine Beischeune mit Quereinfahrt. Bedeutung: historisch, wissenschaftlich; wesentliche Begründung: 1.06 geschichtliche Bedeutung aufgrund des Zeugnis- und Schauwertes durch beispielhafte Ausprägung eines Stils und / oder Gebäudetypus; Gruppe gemäß § 3.3 NDSchG; in Gruppe baulicher Anlagen: 457012Gr0011 |                                      |                  | 45701200039      |
| Gulfhaus (Gulfhaus) | Gulfhaus (Gulfhaus) | Hatzum Boomborg 5 Flurstück: 030670-002-00115/039 Karte       | Gulfhaus (Gulfhaus) Längsdurchfahrt. 1 ⁄2- geschossiger Wohnteil, stallseitig zweimal einspringend. Relativ aufwendige Gliederung durch Lisenen, Gesimse und Fensterverdachungen. 1902. Einzeldenkmal gemäß § 3.2 NDSchG | 1902                                 |                  | 45701200042      |
| Gulfhaus (Gulfhaus) | Gulfhaus (Gulfhaus) | Hatzum Dorfstraße 2 Flurstück: 030670-002-00015/010 Karte     | Gulfhaus (Gulfhaus) 1 ⁄2- geschossiger Wohnteil, zweimal einspringend. Ziegelbau mit Stuckgliederungdurch Gesimse und Fensterrahmungen. 1913. Einzeldenkmal gemäß § 3.2 NDSchG | 1913                                 |                  | 45701200041      |
| Gulfhaus (Gulfhaus) | Gulfhaus (Gulfhaus) | Hatzum Eilingwehr 2 Flurstück: 030670-002-00067/001 Karte     | Gulfhaus (Gulfhaus) Längsdurchfahrt. 1 ⁄2- geschossiger Wohnteil, stallseitig zweimal einspringend. Blockrahmen-Fenster mit gefächerten Stürzen. 1. Hälfte 19. Jahrhundert; Wirtschaftsteil Anfang 20. Jahrhundert; Einzeldenkmal gemäß § 3.2 NDSchG | 1. Hälfte 19./Anfang 20. Jahrhundert |                  | 45701200044      |
| Glockenturm         | Glockenturm         | Hatzum Karkgang Flurstück: 030670-003-00014/000 Karte         | Glockenturm Quadratischer Glockenturm mit Lisenen- und Gesimsgliederung unter Pyramidendach mit Laterne. Rundbogige Öffnungen. 1850; Bedeutung: historisch, wissenschaftlich; wesentliche Begründung: 1.06 geschichtliche Bedeutung aufgrund des Zeugnis- und Schauwertes durch beispielhafte Ausprägung eines Stils und / oder Gebäudetypus; konstituierender Bestandteil einer Gruppe gemäß § 3.3 NDSchG; in Gruppe baulicher Anlagen: 457012Gr0010                                                                                          | 1850                                 |                  | 457012.00037     |
| weitere Bilder      | Kirche, ev.-ref.    | Hatzum Karkgang 1 Flurstück: 030670-003-00016/000 Karte       | Kirche, ev.-ref. mit: Friedhof; Ursprünglich kreuzförmiger gewölbter Backsteinbau. Erbaut wohl 3. Viertel 13. Jahrhundert; Querarme und Gewölbe nicht mehr erhalten. Bedeutung: historisch, künstlerisch, wissenschaftlich, städtebaulich; wesentliche Begründung: 1.05 geschichtliche Bedeutung aufgrund des Zeugnis- und Schauwertes für Bau- und Kunstgeschichte; konstituierender Bestandteil einer Gruppe gemäß § 3.3 NDSchG; in Gruppe baulicher Anlagen: 457012Gr0010                                                                   | 3. Viertel 13. Jahrhundert           |                  | 457012.00036M001 |

## Holtgaste
| Bild | Bezeichnung                         | Lage                                                            | Beschreibung | Bauzeit             | Eingetragen seit | Denkmal- nummer  |
| --- | ----------------------------------- | --------------------------------------------------------------- | --- | ------------------- | ---------------- | ---------------- |
| BW | Wohnhaus (Neue Pastorei)            | Holtgaste Holtgaste 7 Flurstück: 030814-008-00052/001 Karte     | Wohnhaus (Neue Pastorei) Pastorei-Neubau östlich der Kirche als funktionaler und siedlungsbildtragender Teil der Funktionsgebäude des Kirchdorfes. Bedeutung: historisch, städtebaulich; wesentliche Begründung: 4.6; konstituierender Bestandteil einer Gruppe gemäß § 3.3 NDSchG; in Gruppe baulicher Anlagen: 457012Gr0004 |                     |                  | 457012.00147     |
| weitere Bilder | Kirche, ev-luth.                    | Holtgaste Holtgaste 7a Flurstück: 030814-008-00055/002 Karte    | Kirche, ev-luth. mit: Friedhofswurt; Rechteckiger Saalbau aus Backsteinmauerwerk (16. Jahrhundert) mit schmalem quadratischem Chor (13. Jahrhundert). Bedeutung: historisch, künstlerisch, wissenschaftlich, städtebaulich; wesentliche Begründung: 1.05 geschichtliche Bedeutung aufgrund des Zeugnis- und Schauwertes für Bau- und Kunstgeschichte; konstituierender Bestandteil einer Gruppe gemäß § 3.3 NDSchG; in Gruppe baulicher Anlagen: 457012Gr0004   | 13./16. Jahrhundert |                  | 457012.00016M001 |
| Glockenturm | Glockenturm                         | Holtgaste Holtgaste 7b Flurstück: 030814-008-00052/001 Karte    | Glockenturm Geschlossener Glockenturm aus Backsteinmauerwerk. 1711. Bedeutung: historisch, wissenschaftlich, städtebaulich; wesentliche Begründung: 1.06 geschichtliche Bedeutung aufgrund des Zeugnis- und Schauwertes durch beispielhafte Ausprägung eines Stils und / oder Gebäudetypus; konstituierender Bestandteil einer Gruppe gemäß § 3.3 NDSchG; in Gruppe baulicher Anlagen: 457012Gr0004                                                             | 1711                |                  | 457012.00017     |
| BW | Schule, ehem. (ehem. Dorfschule)    | Holtgaste Holtgaste 9 Flurstück: 030814-008-00056/004 Karte     | Schule, ehem. (ehem. Dorfschule) eingeschossiger Ziegelbau, erbaut um 1870/1880; Gruppe gemäß § 3.3 NDSchG; in Gruppe baulicher Anlagen: 457012Gr0004 | um 1870/1880        |                  | 45701200020      |
| [[Vorlage:Bilderwunsch/code!/C:53.23106,7.363427!/D:Gulfhaus (Alte Pastorei [Gulfhaus]), Holtgaste 13 Flurstück: 030814-008-00060/004!/\|BW]] | Gulfhaus (Alte Pastorei [Gulfhaus]) | Holtgaste Holtgaste 13 Flurstück: 030814-008-00060/004 Karte    | Gulfhaus (Alte Pastorei [Gulfhaus]) Schlichter Ziegelbau. Wohnteil mit Blockrahmen-Fenster und gefächerten Stürzen. 1803; Wirtschaftsteil erneuert. Bedeutung: historisch, wissenschaftlich; wesentliche Begründung: 1.06 geschichtliche Bedeutung aufgrund des Zeugnis- und Schauwertes durch beispielhafte Ausprägung eines Stils und / oder Gebäudetypus; Gruppe gemäß § 3.3 NDSchG; in Gruppe baulicher Anlagen: 457012Gr0004                               | 1803                |                  | 45701200018      |
| BW | Gulfhaus (Gulfhaus)                 | Holtgaste Jemgumkloster 2 Flurstück: 030814-002-00002/001 Karte | Gulfhaus (Gulfhaus) mit: Graft, Steg; Durchfahrtsdiele. Eingeschossiger Wohnteil, stallseitig zweimal einspringend. Gliederung durch Gesimse, Ecklisenen und profilierte Fenstergewände. Erbaut 1908. Graft mit Steg. Bedeutung: historisch, wissenschaftlich; wesentliche Begründung: 1.06 geschichtliche Bedeutung aufgrund des Zeugnis- und Schauwertes durch beispielhafte Ausprägung eines Stils und / oder Gebäudetypus; Einzeldenkmal gemäß § 3.2 NDSchG | 1908                |                  | 457012.00106M001 |
| BW | Gulfhaus (Gulfhaus)                 | Holtgaste Soltborg 17 Flurstück: 030814-003-00050/010 Karte     | Gulfhaus (Gulfhaus) eingeschossiger Ziegelbau mit Drempel, stallseitig zweimal einspringend. Gliederung durch Gesimse, Lisenen und Fensterverdachungen. Erbaut um 1900. Einzeldenkmal gemäß § 3.2 NDSchG | um 1900             |                  | 45701200107      |

## Jemgum
| Bild                                          | Bezeichnung                                   | Lage                                                              | Beschreibung | Bauzeit                       | Eingetragen seit | Denkmal- nummer  |
| --------------------------------------------- | --------------------------------------------- | ----------------------------------------------------------------- | --- | ----------------------------- | ---------------- | ---------------- |
| BW                                            | Schule                                        | Jemgum Auf der Wierde 2 Flurstück: 030813-008-00109/008 Karte     | Schule mit: Hausmeisterwohnhaus, Nebengebäude; Mehrflügeliger eingeschossiger Ziegelbau unter hohem Satteldach mit kleinem U- förmigem Sonnenhof. Zahlreiche Details wie Traufgesimse, Fenster und Inneneinrichtung erhalten. Um 1955. Bedeutung: Historisch, wissenschaftlich; wesentliche Begründung: 1.06 geschichtliche Bedeutung aufgrund des Zeugnis- und Schauwertes durch beispielhafte Ausprägung eines Stils und / oder Gebäudetypus; konstituierender Bestandteil einer Gruppe gemäß § 3.3 NDSchG; in Gruppe baulicher Anlagen: 457012Gr0018 | um 1955                       |                  | 457012.00084M001 |
| Wohnhaus (Müllerhaus, ehem.)                  | Wohnhaus (Müllerhaus, ehem.)                  | Jemgum Deichstraße 18 Flurstück: 030813-009-00407/243 Karte       | Wohnhaus (Müllerhaus, ehem.) 1 ⁄2-geschossiger Ziegelbau. Gliederung durch Ecklisenen und Gesimse. In der Mittelachse schmale Eingangstür mit geputzter Rahmung. Ende 19. Jahrhundert; Einzeldenkmal gemäß § 3.2 NDSchG | Ende 19. Jahrhundert          |                  | 45701200098      |
| weitere Bilder                                | Friedhof (Jüdischer Friedhof)                 | Jemgum Dukelweg Flurstück: 030813-012-00002/000 Karte             | Friedhof (Jüdischer Friedhof) Jüdischer Friedhof mit 13 Grabsteinen aus Sandstein aus dem Ende des 19. Jahrhunderts bis in die 1930er Jahre; Anlage mit Bodenwölbung und umgebenden Baumbestand. Bedeutung: historisch; wesentliche Begründung: 1.01 geschichtliche Bedeutung im Rahmen von Ortsgeschichte; Gruppe gemäß § 3.3 NDSchG; in Gruppe baulicher Anlagen: 457012Gr0015 | Ende 19. Jahrhundert          |                  | 45701200057      |
| BW                                            | Friedhof                                      | Jemgum Hofstraße Flurstück: 030813-008-00030/003 Karte            | Friedhof mit: Allee; Friedhof ursprünglich mit Grabplatten aus dem 18. Jahrhundert, Grabplatten heute wohl verbracht, jedoch einige Grabplatten und Grabsteine aus dem 19. Jahrhundert erhalten. Bedeutung: historisch, wissenschaftlich; wesentliche Begründung: 1.01 geschichtliche Bedeutung im Rahmen von Ortsgeschichte; konstituierender Bestandteil einer Gruppe gemäß § 3.3 NDSchG; in Gruppe baulicher Anlagen: 457012Gr0022 |                               |                  | 457012.00146M001 |
| Villa                                         | Villa                                         | Jemgum Hofstraße 4 Flurstück: 030813-011-00004/006 Karte          | Villa mit: Graft, Garten; zweigeschossiger Putzbau mit Querhaus und Altan unter Satteldach. Gliederung durch Fenstereinfassungen, Gesimse, Eckquaderung. Erbaut 1910. Parkähnlicher Garten, Gräfte z. T. zugeschüttet. Bedeutung: historisch, wissenschaftlich; wesentliche Begründung: 1.06 geschichtliche Bedeutung aufgrund des Zeugnis- und Schauwertes durch beispielhafte Ausprägung eines Stils und / oder Gebäudetypus; Einzeldenkmal gemäß § 3.2 NDSchG                                                                                        | 1910                          |                  | 457012.00089M001 |
| weitere Bilder                                | Gulfhaus (Gulfhaus)                           | Jemgum Hofstraße 5 Flurstück: 030813-011-00010/001 Karte          | Gulfhaus (Gulfhaus) mit: Graft, Park; eingeschossiger Ziegelbau mit Drempel. Gliederung durch plastische neugotische Ziegelziersetzungen. Eingangsvorbau mit Statuen. Datiert "1877". Gräfte und Park. Bedeutung: historisch, wissenschaftlich; wesentliche Begründung: 1.06 geschichtliche Bedeutung aufgrund des Zeugnis- und Schauwertes durch beispielhafte Ausprägung eines Stils und / oder Gebäudetypus; Einzeldenkmal gemäß § 3.2 NDSchG | 1877                          |                  | 457012.00088M001 |
| BW                                            | Wohnhaus                                      | Jemgum Hofstraße 6 Flurstück: 030813-008-00131/002 Karte          | Wohnhaus eingeschossiger Ziegelbau auf hohem Sockel mit Drempel. Fenster in aufwendiger Putzrahmung. Erbaut um 1910. Einzeldenkmal gemäß § 3.2 NDSchG | um 1910                       |                  | 45701200090      |
| Wohn-/Geschäftshaus                           | Wohn-/Geschäftshaus                           | Jemgum Hofstraße 8 Flurstück: 030813-008-00130/002 Karte          | Wohn-/Geschäftshaus eingeschossiger Ziegelbau mit Drempel und kleinem türmchenartigem Parterre-Erker. Fenster mit geputzter Umrahmung. Um 1910. Bedeutung: historisch, wissenschaftlich; wesentliche Begründung: 1.06 geschichtliche Bedeutung aufgrund des Zeugnis- und Schauwertes durch beispielhafte Ausprägung eines Stils und / oder Gebäudetypus; Einzeldenkmal gemäß § 3.2 NDSchG | um 1910                       |                  | 457012.00091     |
| Wohnhaus                                      | Wohnhaus                                      | Jemgum Hofstraße 15 Flurstück: 030813-011-00003/001 Karte         | Wohnhaus mit: Werkstatt; eingeschossiger Ziegelbau mit neuerem Zwerchhaus. Gliederung durch Lisenen, Gesimse und Telleranker. Ende 19. Jahrhundert; rückwärtig kleiner Werkstattanbau. Bedeutung: historisch, wissenschaftlich; wesentliche Begründung: 1.06 geschichtliche Bedeutung aufgrund des Zeugnis- und Schauwertes durch beispielhafte Ausprägung eines Stils und / oder Gebäudetypus; Einzeldenkmal gemäß § 3.2 NDSchG | Ende 19. Jahrhundert          |                  | 457012.00087M001 |
| Wohn-/Geschäftshaus (Post)                    | Wohn-/Geschäftshaus (Post)                    | Jemgum Hofstraße 17 Flurstück: 030813-008-00056/002 Karte         | Wohn-/Geschäftshaus (Post) zweigeschossiger Ziegelbau, EG mit großen Schaufenstern. Gliederung durch Gesimse und Putzbänder. Haustür erhalten. Erbaut 1905. Einzeldenkmal gemäß § 3.2 NDSchG | 1905                          |                  | 45701200086      |
| Gasthaus                                      | Gasthaus                                      | Jemgum Hofstraße 19 Flurstück: 030813-008-00055/007 Karte         | Gasthaus zweigeschossiger Ziegelbau. Gliederung durch Lisenen und zum Teil farblich abgesetzte Gesimse. Um 1900; späterer Saalanbau an der rückwärtigen Traufe. Bedeutung: historisch, wissenschaftlich; wesentliche Begründung: 1.06 geschichtliche Bedeutung aufgrund des Zeugnis- und Schauwertes durch beispielhafte Ausprägung eines Stils und / oder Gebäudetypus; Einzeldenkmal gemäß § 3.2 NDSchG | um 1900                       |                  | 457012.00085     |
| Villa                                         | Villa                                         | Jemgum Hofstraße 26 Flurstück: 030813-008-00008/002 Karte         | Villa mit: Garten, Einfriedungsmauer; zweigeschossiger Ziegelbau mit differenziertem Grund- und Aufriss (Ecktürmchen). Gliederung durch kräftige Gesimse und Fenstereinfassungen aus Ziegelformsteinen. Ende 19. Jahrhundert; Bedeutung: historisch, wissenschaftlich; wesentliche Begründung: 1.06 geschichtliche Bedeutung aufgrund des Zeugnis- und Schauwertes durch beispielhafte Ausprägung eines Stils und / oder Gebäudetypus; konstituierender Bestandteil einer Gruppe gemäß § 3.3 NDSchG; in Gruppe baulicher Anlagen: 457012Gr0017          | Ende 19. Jahrhundert          |                  | 457012.00080M001 |
| BW                                            | Scheune (Gulfscheune)                         | Jemgum Hofstraße 26 Flurstück: 030813-008-00008/002 Karte         | Scheune (Gulfscheune) Ziegelbau mit Durchfahrtsdiele. Gliederung durch Lisenen und Gesimse. Um 1910. Bedeutung: historisch, wissenschaftlich; wesentliche Begründung: 1.06 geschichtliche Bedeutung aufgrund des Zeugnis- und Schauwertes durch beispielhafte Ausprägung eines Stils und / oder Gebäudetypus; konstituierender Bestandteil einer Gruppe gemäß § 3.3 NDSchG; in Gruppe baulicher Anlagen: 457012Gr0017 | um 1910                       |                  | 457012.00081     |
| Wohnhaus (Pfarrhaus, ehem.)                   | Wohnhaus (Pfarrhaus, ehem.)                   | Jemgum Hofstraße 37 Flurstück: 030813-008-00037/003 Karte         | Wohnhaus (Pfarrhaus, ehem.) Wohnteil eines ehemaligen Kreuzelwerkes (ü). Mittelhaus und Südteil des Querflügels wohl Anfang 19. Jahrhundert; Nordteil des Querflügels mit Resten alter Fenster und Gliederungen des 17. Jahrhunderts; keine Gulfscheune; Einzeldenkmal gemäß § 3.2 NDSchG | 17./Anfang 19. Jahrhundert    |                  | 45701200083      |
| Gulfhaus (Gulfhaus)                           | Gulfhaus (Gulfhaus)                           | Jemgum Hofstraße 39 Flurstück: 030813-008-00051/003 Karte         | Gulfhaus (Gulfhaus) eingeschossiger unterkellerter Ziegelbau mit Drempel. Wohnteil stallseitig zweimal einspringend. Gliederung durch Traufgesims und Lisenen. Sandstein-Fensterbänke. Um 1870. Einzeldenkmal gemäß § 3.2 NDSchG | um 1870                       |                  | 45701200082      |
| BW                                            | Gulfhaus (Gulfhaus)                           | Jemgum Jemgumgaste 2 Flurstück: 030813-002-00034/002 Karte        | Gulfhaus (Gulfhaus) Durchfahrtsdiele. 1 ⁄2-geschossiger Wohnteil, stallseitig zweimal einspringend. Plastische Gliederung durch Gesimse, Lisenen und Brüstungsfelder. Ende 19. Jahrhundert. Bedeutung: historisch, wissenschaftlich; wesentliche Begründung: 1.06 geschichtliche Bedeutung aufgrund des Zeugnis- und Schauwertes durch beispielhafte Ausprägung eines Stils und / oder Gebäudetypus; Einzeldenkmal gemäß § 3.2 NDSchG; in Gruppe baulicher Anlagen: 457012Gr0024                                                                        | Ende 19. Jahrhundert          |                  | 45701200058      |
| BW                                            | Scheune (Gulfscheune)                         | Jemgum Jemgumgaste 2 Flurstück: 030813-002-00035/001 Karte        | Scheune (Gulfscheune) Nördlich des Haupthauses gelegene giebelständige Beischeune in Ziegelbauweise mit beidseitig abgewalmten Giebeln. Innengefüge aus zweitverwendetem Stapelwerk (wohl 18. Jahrhundert). Bedeutung: historisch, städtebaulich; wesentliche Begründung: 1.01 geschichtliche Bedeutung im Rahmen von Ortsgeschichte; Gruppe gemäß § 3.3 NDSchG; in Gruppe baulicher Anlagen: 457012Gr0024 | 18. Jahrhundert               |                  | 45701200168      |
| Gulfhaus (Gulfhaus [sogenanntes „Steinhaus“]) | Gulfhaus (Gulfhaus [sogenanntes „Steinhaus“]) | Jemgum Jemgumgaste 4 Flurstück: 030813-002-00041/002 Karte        | Gulfhaus (Gulfhaus [sogenanntes „Steinhaus“]) Krüsselwarksähnliche Anlage mit quergestelltem, wohl dreiräumigemWohnteil. Kellerstube im Norden. Umbau 1797, im Kern wohl 16./17. Jahrhundert; Gulfscheune mit Lisenen und Gesimsen, um 1900; Bedeutung: historisch, wissenschaftlich; wesentliche Begründung: 1.06 geschichtliche Bedeutung aufgrund des Zeugnis- und Schauwertes durch beispielhafte Ausprägung eines Stils und / oder Gebäudetypus; Einzeldenkmal gemäß § 3.2 NDSchG; in Gruppe baulicher Anlagen: 457012Gr0024                       | 16./17. Jahrhundert/1797      |                  | 45701200059      |
| weitere Bilder                                | Mühle (Windmühle)                             | Jemgum Kreuzstraße 2 Flurstück: 030813-009-00163/001 Karte        | Mühle (Windmühle) mit: Maschinenhaus; Galerieholländer. zweigeschossiger oktogonaler Unterbau aus Ziegelmauerwerk mit Wandvorlagen, Rumpf mit Reetbehang. Kappe und Flügel vorhanden. 1756. Bedeutung: historisch, wissenschaftlich, städtebaulich; wesentliche Begründung: 1.11 geschichtliche Bedeutung aufgrund des Zeugnis- und Schauwertes für Wirtschafts- und Technikgeschichte; konstituierender Bestandteil einer Gruppe gemäß § 3.3 NDSchG; in Gruppe baulicher Anlagen: 457012Gr0019                                                         | 1756                          |                  | 457012.00094M001 |
| Gulfhaus (Müllerhaus [Gulfhaus])              | Gulfhaus (Müllerhaus [Gulfhaus])              | Jemgum Kreuzstraße 2 Flurstück: 030813-009-00163/001 Karte        | Gulfhaus (Müllerhaus [Gulfhaus]) eingeschossiger Ziegelbau mit Drempel. Gliederung durch Gesimse, Lisenen und Fensterverdachungen. Um 1880; Wirtschaftsteil stark erneuert. Bedeutung: historisch, wissenschaftlich; wesentliche Begründung: 1.06 geschichtliche Bedeutung aufgrund des Zeugnis- und Schauwertes durch beispielhafte Ausprägung eines Stils und / oder Gebäudetypus; Gruppe gemäß § 3.3 NDSchG; in Gruppe baulicher Anlagen: 457012Gr0019                                                                                               | um 1800                       |                  | 45701200095      |
| BW                                            | Wohnhaus                                      | Jemgum Lange Straße 13 Flurstück: 030813-008-00204/116 Karte      | Wohnhaus eingeschossiger Ziegelbau mit Drempel. Gliederung durch Gesimse und Brüstungsfelder. Fenster mit Ziegelformstein-Einfassung. Um 1905. Einzeldenkmal gemäß § 3.2 NDSchG | um 1905                       |                  | 45701200092      |
| weitere Bilder                                | Wohnhaus (Albahaus)                           | Jemgum Lange Straße 17 Flurstück: 030813-008-00110/002 Karte      | Wohnhaus (Albahaus) eingeschossiger Ziegelbau, datiert 1562. Traufseitig Renaissance-Fensterfragmente. Giebeltrapez mit Specklagen, Spruchbändern und breiten Entlastungsbögen. EG-Fenster, Tür und Walmgesims 1812; Einzeldenkmal gemäß § 3.2 NDSchG | 1562                          |                  | 45701200093      |
| Wohnhaus                                      | Wohnhaus                                      | Jemgum Lange Straße 22 Flurstück: 030813-009-00172/002 Karte      | Wohnhaus zweigeschossiger giebelständiger Ziegelbau. Straßengiebel verputzt mit rundbogigen Fenstern, Gesimsen und Lisenen. 2. Hälfte 19. Jahrhundert; Einzeldenkmal gemäß § 3.2 NDSchG | 2. Hälfte 19. Jahrhundert     |                  | 45701200101      |
| BW                                            | Wohnhaus                                      | Jemgum Lange Straße 45 Flurstück: 030813-009-00113/000 Karte      | Wohnhaus eingeschossiger giebelständiger Ziegelbau mit Drempel und Seitenflur. Gliederung durch Ecklisenen, Gesimse und Fensterverdachungen. Erbaut um 1900. Einzeldenkmal gemäß § 3.2 NDSchG | um 1900                       |                  | 45701200100      |
| weitere Bilder                                | Kirche (St. Johann Baptist, ev.-ref.)         | Jemgum Lange Straße 49 Flurstück: 030813-009-00088/002 Karte      | Kirche (St. Johann Baptist, ev.-ref.) Kreuzförmiger, klassizistischer Zentralbau in Ziegelmauerwerk (1930 Wiederaufbau nach Brand) mit hohem, von offener Laterne bekröntem Turm (1846). Einzeldenkmal gemäß § 3.2 NDSchG | 1846/1930                     |                  | 45701200097      |
| BW                                            | Gulfhaus (Gulfhaus)                           | Jemgum Marktstraße 2a Flurstück: 030813-010-00003/006 Karte       | Gulfhaus (Gulfhaus) eingeschossiger Ziegelbau (Klinker) mit Drempel. Gliederung durch Lisenen, Gesimse und Fensterbrüstungen (zum Teil farbig abgesetzt). Erbaut um 1900. Einzeldenkmal gemäß § 3.2 NDSchG | um 1900                       |                  | 45701200105      |
| weitere Bilder                                | Waage, ehem.                                  | Jemgum Marktstraße 9 Flurstück: 030813-009-00288/096 Karte        | Waage, ehem. zweigeschossiger Ziegelbau unter Walmdach. Zur Straße hölzernes Traufgesims, sonst Klötzchengesims. An der Nordseite tiefe Abschleppung. Tafel mit Jahreszahl 1589, erneuert 1856. Einzeldenkmal gemäß § 3.2 NDSchG | 1589/1856                     |                  | 45701200099      |
| weitere Bilder                                | Wohnhaus                                      | Jemgum Marktstraße 13 Flurstück: 030813-009-00085/002 Karte       | Wohnhaus eingeschossiger Ziegelbau mit Dreiecksmauerung an den Ortgängen und Traufsteinen. Hölzerne Eingangsumrandung mit Verdachung. Erbaut 1798. Einzeldenkmal gemäß § 3.2 NDSchG | 1798                          |                  | 45701200096      |
| BW                                            | Gulfhaus (Gulfhaus)                           | Jemgum Marktstraße 25 Flurstück: 030813-009-00076/001 Karte       | Gulfhaus (Gulfhaus) eingeschossiger Ziegelbau mit Kellerstube an der linken Traufseite. Klötzchengesims. Rückwärtig breiter Wirtschaftsteil mit Gulfgerüst. 1. Hälfte 19. Jahrhundert; Einzeldenkmal gemäß § 3.2 NDSchG | 1. Hälfte 19. Jahrhundert     |                  | 45701200104      |
| BW                                            | Gasthaus (Sielhus)                            | Jemgum Marktstraße 27 Flurstück: 030813-009-00073/003 Karte       | Gasthaus (Sielhus) eingeschossiger Ziegelbau mit Seitenflur. Giebel mit Dreiecksmauerung, zum Teil kleine Schiebefenster. Giebelmauer mit Verstärkung gegen Hochwasser. Erbaut 1. Hälfte 19. Jahrhundert; Einzeldenkmal gemäß § 3.2 NDSchG | 1. Hälfte 19. Jahrhundert     |                  | 45701200103      |
| Wohn-/Geschäftshaus                           | Wohn-/Geschäftshaus                           | Jemgum Oberfletmerstraße 1 Flurstück: 030813-008-00006/001 Karte  | Wohn-/Geschäftshaus mit: Anbau; zweigeschossiger traufständiger Ziegelbau. Gliederung durch Gesimse und Fensterverdachungen. Um 1900; rückwärtig eingeschossiger Ziegelbau. Gliederung durch schlichtes Traufgesims. Ende 19. Jahrhundert; Bedeutung: historisch, wissenschaftlich; wesentliche Begründung: 1.06 geschichtliche Bedeutung aufgrund des Zeugnis- und Schauwertes durch beispielhafte Ausprägung eines Stils und / oder Gebäudetypus; Einzeldenkmal gemäß § 3.2 NDSchG                                                                    | Ende 19. Jahrhundert          |                  | 457012.00079M001 |
| BW                                            | Wohn-/Geschäftshaus                           | Jemgum Oberfletmerstraße 7 Flurstück: 030813-008-00001/005 Karte  | Wohn-/Geschäftshaus eingeschossiger, nachträglich verputzter Massivbau mit Giebelkaminen. Traufsteine mit Zapfenaufsätzen. Datiert 1741; Eingang mit Verdachung und Sandstein-Einfassung. Anfang 19. Jahrhundert; Einzeldenkmal gemäß § 3.2 NDSchG | 1741                          |                  | 45701200078      |
| Wohnhaus                                      | Wohnhaus                                      | Jemgum Oberfletmerstraße 27 Flurstück: 030813-009-00021/001 Karte | Wohnhaus eingeschossiger Putzbau mit Drempel. Im Erdgeschoss Scheinquaderung, Fenster unter Verdachungen. Ende 19. Jahrhundert; Einzeldenkmal gemäß § 3.2 NDSchG | Ende 19. Jahrhundert          |                  | 45701200076      |
| Wohnhaus                                      | Wohnhaus                                      | Jemgum Oberfletmerstraße 29 Flurstück: 030813-009-00017/005 Karte | Wohnhaus zweigeschossiger Ziegelbau. Gliederung durch Lisenen und Gesimse. Erbaut um 1900. Einzeldenkmal gemäß § 3.2 NDSchG | um 1900                       |                  | 45701200075      |
| Schmiede, ehem.                               | Schmiede, ehem.                               | Jemgum Oberfletmerstraße 34 Flurstück: 030813-009-00068/001 Karte | Schmiede, ehem. eingeschossiger langgestreckter Ziegelbau. Straßengiebel mit zwei segmentbogigen Toren. Mitte 19. Jahrhundert; Wohngiebel um 1900, gegliedert durch Lisenen, Fensterblenden/-verdachungen und Gesimse; Einzeldenkmal gemäß § 3.2 NDSchG | Mitte 19. Jahrhundert/um 1900 |                  | 45701200077      |
| BW                                            | Wohnhaus                                      | Jemgum Oberfletmerstraße 35 Flurstück: 030813-009-00011/003 Karte | Wohnhaus Großer zweigeschossiger Putzbau in Scheinquaderung mit Geschossgesims. Erbaut Mitte 19. Jahrhundert. Einzeldenkmal gemäß § 3.2 NDSchG | Mitte 19. Jahrhundert         |                  | 45701200074      |
| Amtshaus, ehem.                               | Amtshaus, ehem.                               | Jemgum Oberfletmerstraße 39 Flurstück: 030813-009-00005/004 Karte | Amtshaus, ehem. Großer zweigeschossiger Ziegelbau unter Walmdach. Umlaufendes Traufgesims aus Holz. Sockel mit schmaler Sandsteinabdeckung. Sandstein-Fensterbänke. Erbaut um 1830. Einzeldenkmal gemäß § 3.2 NDSchG | um 1830                       |                  | 45701200073      |

## Marienchor
| Bild           | Bezeichnung          | Lage                                                           | Beschreibung | Bauzeit               | Eingetragen seit | Denkmal- nummer  |
| -------------- | -------------------- | -------------------------------------------------------------- | --- | --------------------- | ---------------- | ---------------- |
| BW             | Gulfhaus (Gulfhaus)  | Marienchor Marienchor 1 Flurstück: 030672-005-00055/001 Karte  | Gulfhaus (Gulfhaus) Durchfahrtsdiele. Wohnteil eingeschossiger unterkellerter Ziegelbau mit Drempel, stallseitig zweimal einspringend. Wohl Mitte 19. Jahrhundert; Scheune erneuert. Einzeldenkmal gemäß § 3.2 NDSchG | Mitte 19. Jahrhundert |                  | 45701200023      |
| weitere Bilder | Kirche, ev.-ref.     | Marienchor Marienchor 23 Flurstück: 030672-006-00090/036 Karte | Kirche, ev.-ref. mit: Friedhofswurt; Kleiner Saalbau in Ziegelmauerwerk mit gedrungenem Westturm. Lisenen- und Gesimsgliederung. Datiert "1798"; Ostwand mit Resten von 1668. Bedeutung: historisch, künstlerisch, wissenschaftlich, städtebaulich; wesentliche Begründung: 1.05 geschichtliche Bedeutung aufgrund des Zeugnis- und Schauwertes für Bau- und Kunstgeschichte; Einzeldenkmal gemäß § 3.2 NDSchG; in Gruppe baulicher Anlagen: 457012Gr0006 | 1668/1798             |                  | 457012.00024M001 |
| BW             | Wohnhaus (Pfarrhaus) | Marienchor Marienchor 23 Flurstück: 030672-006-00095/034 Karte | Wohnhaus (Pfarrhaus) eingeschossiger Ziegelbau mit 2 Giebelkaminen. Ostgiebel mit Sandsteinabdeckung. Fenster mit Holzblockrahmen und gefächerten Stürzen. 1849. Bedeutung: historisch, wissenschaftlich; wesentliche Begründung: 1.06 geschichtliche Bedeutung aufgrund des Zeugnis- und Schauwertes durch beispielhafte Ausprägung eines Stils und / oder Gebäudetypus; Einzeldenkmal gemäß § 3.2 NDSchG; in Gruppe baulicher Anlagen: 457012Gr0006     | 1849                  |                  | 45701200025      |

## Midlum
| Bild                                    | Bezeichnung                             | Lage                                                            | Beschreibung | Bauzeit               | Eingetragen seit | Denkmal- nummer  |
| --------------------------------------- | --------------------------------------- | --------------------------------------------------------------- | --- | --------------------- | ---------------- | ---------------- |
| weitere Bilder                          | Kirche, ev.-ref.                        | Midlum Denkmalstraße Flurstück: 030812-005-00139/070 Karte      | Kirche, ev.-ref. mit: Wurt, Baumbestand; Romanische Saalkirche aus Backstein mit halbrunder Ostapsis. Erbaut Mitte 13. Jahrhundert; Bedeutung: historisch, künstlerisch, wissenschaftlich, städtebaulich; wesentliche Begründung: 1.05 geschichtliche Bedeutung aufgrund des Zeugnis- und Schauwertes für Bau- und Kunstgeschichte; konstituierender Bestandteil einer Gruppe gemäß § 3.3 NDSchG; in Gruppe baulicher Anlagen: 457012Gr0013                                                                                               | Mitte 13. Jahrhundert |                  | 457012.00049M001 |
| weitere Bilder                          | Glockenturm                             | Midlum Denkmalstraße Flurstück: 030812-005-00072/000 Karte      | Glockenturm Niedriger, aber wuchtiger Ziegelbau unter Walmdach mit zweigeschossigen Schallarkaden. Erbaut wohl um 1300. Der 10 m hohe freistehende Glockenturm weist eine starke Neigung (6.74 Grad) auf. Bedeutung: historisch, künstlerisch, wissenschaftlich, städtebaulich; wesentliche Begründung: 1.05 geschichtliche Bedeutung aufgrund des Zeugnis- und Schauwertes für Bau- und Kunstgeschichte; Gruppe gemäß § 3.3 NDSchG; in Gruppe baulicher Anlagen: 457012Gr0013                                                            | um 1300               |                  | 45701200050      |
| Wohnhaus                                | Wohnhaus                                | Midlum Denkmalstraße 5 Flurstück: 030812-005-00043/002 Karte    | Wohnhaus eingeschossiger giebelständiger Ziegelbau mit Stallteil und Upkammer. Straßengiebel mit Dreiecksmauerung und Traufsteinen, zum Teil Blockrahmen-Fenster. 1817. Einzeldenkmal gemäß § 3.2 NDSchG | 1817                  |                  | 45701200048      |
| Gulfhaus (Gulfhaus)                     | Gulfhaus (Gulfhaus)                     | Midlum Eppingawehr 2 Flurstück: 030812-004-00040/001 Karte      | Gulfhaus (Gulfhaus) 1 ⁄2-geschossiger Wohnteil mit Drempel, stallseitig zweimal einspringend. Stuckgliederung an Fensterumrahmungen, Fensterbrüstungen und Drempelzone. Um 1900/1910. Einzeldenkmal gemäß § 3.2 NDSchG | um 1900/1910          |                  | 45701200054      |
| BW                                      | Gulfhaus (Gulfhaus)                     | Midlum Midlumer Straße 1 Flurstück: 030812-004-00039/002 Karte  | Gulfhaus (Gulfhaus) Durchfahrtsdiele. 1 ⁄2-geschossiger Wohnteil, stallseitig zweimal einspringend. Aufwendige Gliederung durch Lisenen, Gesimse und Fensternischen. 1907. Einzeldenkmal gemäß § 3.2 NDSchG | 1907                  |                  | 45701200056      |
| Gulfhaus (Gulfhaus)                     | Gulfhaus (Gulfhaus)                     | Midlum Midlumer Straße 3 Flurstück: 030812-004-00042/001 Karte  | Gulfhaus (Gulfhaus) Längsdurchfahrt. 1 ⁄2-geschossiger Wohnteil, stallseitig zweimal einspringend. Schlichter Ziegelbau, Blockrahmen-Fenster mit gefächerten Stürzen. 1847. Einzeldenkmal gemäß § 3.2 NDSchG | 1847                  |                  | 45701200055      |
| BW                                      | Wohn-/Wirtschaftsgebäude                | Midlum Midlumer Straße 4 Flurstück: 030812-004-00005/001 Karte  | Wohn-/Wirtschaftsgebäude Gulfhaus vom ostfriesischen Typ, im Wohngiebel datiert 1882, im äußeren Erscheinungsbild unverändert, aufgrund der Lage am Ortseingang auch von städtebaulicher Bedeutung. Einzeldenkmal gemäß § 3.2 NDSchG | 1882                  |                  | 45701200144      |
| weitere Bilder                          | Wohnhaus (Ziegelei Cramer)              | Midlum Midlumer Straße 6 Flurstück: 030812-005-00008/001 Karte  | Wohnhaus (Ziegelei Cramer) mit: Graft; Villenähnliches Wohnhaus. zweigeschossiger Ziegelbau auf zusammengesetztem Grundriss. Fassade mit Stuckgliederung. Erbaut 1907. Nach Norden mit Halsstück angebaute Gulfscheune. Bedeutung: historisch, wissenschaftlich, städtebaulich; wesentliche Begründung: 1.06 geschichtliche Bedeutung aufgrund des Zeugnis- und Schauwertes durch beispielhafte Ausprägung eines Stils und / oder Gebäudetypus; Einzeldenkmal gemäß § 3.2 NDSchG; in Gruppe baulicher Anlagen: 457012Gr0014, 457012Gr0023 | 1907                  |                  | 457012.00052M001 |
| Scheune (Gulfscheune [Ziegelei Cramer]) | Scheune (Gulfscheune [Ziegelei Cramer]) | Midlum Midlumer Straße 6 Flurstück: 030812-005-00008/001 Karte  | Scheune (Gulfscheune [Ziegelei Cramer]) Ziegelbau mit Lisenen- und Gesimsgliederung. Erbaut 1907. Im Süden vorgebautes villenähnliches Wohnhaus. Bedeutung: historisch, wissenschaftlich; wesentliche Begründung: 1.06 geschichtliche Bedeutung aufgrund des Zeugnis- und Schauwertes durch beispielhafte Ausprägung eines Stils und / oder Gebäudetypus; Einzeldenkmal gemäß § 3.2 NDSchG; in Gruppe baulicher Anlagen: 457012Gr0014, 457012Gr0023                                                                                       | 1907                  |                  | 45701200132      |
| Wohnhaus                                | Wohnhaus                                | Midlum Midlumer Straße 18 Flurstück: 030812-005-00048/001 Karte | Wohnhaus Kleiner eingeschossiger Ziegelbau, links mit Stallkübbung. Flache Segmentbogenfenster. Ende 19. Jahrhundert. Einzeldenkmal gemäß § 3.2 NDSchG | 1873                  |                  | 45701200051      |
| weitere Bilder                          | Ringofen (Ziegelei Cramer)              | Midlum Teelkeweg 1 Flurstück: 030812-001-00047/006 Karte        | Ringofen (Ziegelei Cramer) mit: Maschinenhaus, Trockenschuppen, Schornstein; Ringofen überdacht, auf teilerneuerter Holzkonstruktion unter Satteldach in Hohlpfannendeckung. Seitenwände in Ziegelmauerwerk mit darüber liegenden hölzernen Lüftungsklappen. 1938. Bedeutung: historisch, wissenschaftlich, städtebaulich; wesentliche Begründung: 1.01 geschichtliche Bedeutung im Rahmen von Ortsgeschichte; konstituierender Bestandteil einer Gruppe gemäß § 3.3 NDSchG; in Gruppe baulicher Anlagen: 457012Gr0023                    | 1938                  |                  | 457012.00149M001 |
| weitere Bilder                          | Schornstein (Ziegelei Leding)           | Midlum Teelkeweg 2 Flurstück: 030812-001-00035/012 Karte        | Schornstein (Ziegelei Leding) mit: Ziegelei; Schornstein der ehem. Ziegelei als letzter erhaltener Rest der Anlage. Schlichte Ziegelkonstruktion über Kreisgrundriss. Bedeutung: historisch, wissenschaftlich, städtebaulich; wesentliche Begründung: 1.01 geschichtliche Bedeutung im Rahmen von Ortsgeschichte; konstituierender Bestandteil einer Gruppe gemäß § 3.3 NDSchG; in Gruppe baulicher Anlagen: 457012Gr0023 |                       |                  | 457012.00152M001 |

## Nendorp
| Bild                | Bezeichnung         | Lage                                                              | Beschreibung | Bauzeit              | Eingetragen seit | Denkmal- nummer  |
| ------------------- | ------------------- | ----------------------------------------------------------------- | --- | -------------------- | ---------------- | ---------------- |
| weitere Bilder      | Kirche, ev.-ref.    | Nendorp Nendorper Straße Flurstück: 030669-001-00044/000 Karte    | Kirche, ev.-ref. mit: Wurt; Rechteckiger Saalbau mit profiliertem Traufgesims und Stichbogenfenstern. 1820; quadratischer Westturm mit Pyramidendach und Laterne, erbaut 1754. Bedeutung: historisch, wissenschaftlich, städtebaulich; wesentliche Begründung: 1.04 geschichtliche Bedeutung aufgrund des Zeugnis- und Schauwertes für Kultur- und Geistesgeschichte; konstituierender Bestandteil einer Gruppe gemäß § 3.3 NDSchG; in Gruppe baulicher Anlagen: 457012Gr0009 | 1754                 |                  | 457012.00033M001 |
| Gulfhaus (Gulfhaus) | Gulfhaus (Gulfhaus) | Nendorp Nendorper Straße 17 Flurstück: 030669-001-00075/003 Karte | Gulfhaus (Gulfhaus) Durchfahrtsdiele. 1 ⁄2- geschossiger Wohnteil, stallseitig zweimal einspringend. Plastische Gliederung durch Lisenen, Gesimse und Fensterverdachungen. Ende 19. Jahrhundert. Einzeldenkmal gemäß § 3.2 NDSchG | Ende 19. Jahrhundert |                  | 45701200035      |

## Oldendorp
| Bild           | Bezeichnung      | Lage                                                      | Beschreibung | Bauzeit                    | Eingetragen seit | Denkmal- nummer  |
| -------------- | ---------------- | --------------------------------------------------------- | --- | -------------------------- | ---------------- | ---------------- |
| weitere Bilder | Kirche, ev.-ref. | Oldendorp Turmweg 2 Flurstück: 030668-001-00055/000 Karte | Kirche, ev.-ref. mit: Wurt; Rechteckiger Saalbau unter Halbwalmdach. Ziegelmauerwerk mit starken Ausbesserungen. 2 romanische abgetreppte Portale erhalten. Erbaut 3. Viertel 13. Jahrhundert. Bedeutung: historisch, künstlerisch, wissenschaftlich, städtebaulich; wesentliche Begründung: 1.05 geschichtliche Bedeutung aufgrund des Zeugnis- und Schauwertes für Bau- und Kunstgeschichte; konstituierender Bestandteil einer Gruppe gemäß § 3.3 NDSchG; in Gruppe baulicher Anlagen: 457012Gr0008 | 3. Viertel 13. Jahrhundert |                  | 457012.00031M001 |
| Glockenturm    | Glockenturm      | Oldendorp Turmweg 2 Flurstück: 030668-001-00055/000 Karte | Glockenturm Gedrungener Ziegelbau des 13. Jahrhunderts. Bedeutung: historisch, wissenschaftlich, städtebaulich; wesentliche Begründung: 1.06 geschichtliche Bedeutung aufgrund des Zeugnis- und Schauwertes durch beispielhafte Ausprägung eines Stils und / oder Gebäudetypus; Gruppe gemäß § 3.3 NDSchG; in Gruppe baulicher Anlagen: 457012Gr0008 | 13. Jahrhundert            |                  | 45701200032      |

## Pogum
| Bild                                | Bezeichnung                         | Lage                                                              | Beschreibung | Bauzeit   | Eingetragen seit | Denkmal- nummer  |
| ----------------------------------- | ----------------------------------- | ----------------------------------------------------------------- | --- | --------- | ---------------- | ---------------- |
| weitere Bilder                      | Kirche, ev-luth.                    | Pogum Kirchring 4 Flurstück: 030666-002-00144/001 Karte           | Kirche, ev-luth. mit: Wurt, Friedhof; Einschiffiger Ziegelbau. Feldergliederung zwischen hohem Sockel, Lisenen und profiliertem Gesims. Datiert 1776. Bedeutung: historisch, künstlerisch, wissenschaftlich, städtebaulich; wesentliche Begründung: 1.05 geschichtliche Bedeutung aufgrund des Zeugnis- und Schauwertes für Bau- und Kunstgeschichte; konstituierender Bestandteil einer Gruppe gemäß § 3.3 NDSchG; in Gruppe baulicher Anlagen: 457012Gr0007 | 1776      |                  | 457012.00027M001 |
| weitere Bilder                      | Glockenturm                         | Pogum Kirchring 4 Flurstück: 030666-002-00144/001 Karte           | Glockenturm Spätgotischer gedrungener Ziegelbau. Mauerwerk stark erneuert. Bedeutung: historisch, wissenschaftlich, städtebaulich; wesentliche Begründung: 1.06 geschichtliche Bedeutung aufgrund des Zeugnis- und Schauwertes durch beispielhafte Ausprägung eines Stils und / oder Gebäudetypus; Gruppe gemäß § 3.3 NDSchG; in Gruppe baulicher Anlagen: 457012Gr0007                                                                                       | Gotik     |                  | 45701200028      |
| weitere Bilder                      | Bestandteil                         | Pogum Kirchring 4 Flurstück: 030666-002-00142/000 Karte           | Bestandteil; Gruppe gemäß § 3.3 NDSchG; in Gruppe baulicher Anlagen: 457012Gr0007 |           |                  | 45701200029      |
| Gulfhaus (Gulfhaus)                 | Gulfhaus (Gulfhaus)                 | Pogum Kirchring 17 Flurstück: 030666-002-00177/002 Karte          | Gulfhaus (Gulfhaus) 1 ⁄2- geschossiger Wohnteil, stallseitig zweimal einspringender Wirtschaftsteil mit kleinen Stallflügeln, Wandgliederung durch Lisenen und Gesimse. Um 1880. Einzeldenkmal gemäß § 3.2 NDSchG | um 1880   |                  | 45701200026      |
| Siel (Pogumer-/Dyksterhusener Siel) | Siel (Pogumer-/Dyksterhusener Siel) | Pogum Wattweg/Dollartstraße Flurstück: 030666-002-00100/008 Karte | Siel (Pogumer-/Dyksterhusener Siel) Brückensiel in alter Deichlinie. Tonnengewölbter Ziegelbau, Futtermauern und Torkammern mit Sandsteinabdeckungen/-kanten. Hölzerne Innenstemmtore erhalten. Erbaut 1870/1880. Einzeldenkmal gemäß § 3.2 NDSchG | 1870/1880 |                  | 45701200030      |